# Șpîlivka
Șpîlivka (în ucraineană Шпилівка) este localitatea de reședință a comunei Șpîlivka din raionul Sumî, regiunea Sumî, Ucraina.

## Demografie
Componența lingvistică a localității Șpîlivka
     Ucraineană (94,84%)
     Rusă (4,98%)
     Alte limbi (0,18%)
Conform recensământului din 2001, majoritatea populației localității Șpîlivka era vorbitoare de ucraineană (94,84%), existând în minoritate și vorbitori de rusă (4,98%).